# Tue★ナイ
『Tue★ナイ』（チューナイ）は、2010年4月13日から2011年3月22日までフジテレビが火曜深夜に編成していた関東ローカルの深夜番組レーベル。

## 放送番組一覧
- アイドリング!!!日記 - 2010年9月21日放送分をもってこの枠での放送を終了。同年10月18日からは『アイドリング!!!』と題し、月曜深夜の『登龍門』で放送。
- 限定品コラボネーゼII
- プレミアの巣窟